# Annika Linde
Gerda Annika Linde, född 26 februari 1948 i Skövde, är en svensk läkare och virolog. Hon var 2005–2013 statsepidemiolog vid det svenska Smittskyddsinstitutet.

## Biografi
Linde, som är dotter till rektor Gunnar Linde, läste som ung Leon Uris bok Exodus vilket inspirerade henne till att välja läkarbanan. Hon studerade i Göteborg och avlade 1974 läkarexamen, kombinerad med studier i bland annat sociologi. Efter allmäntjänstgöring vid Danderyds sjukhus började hon arbeta som infektionsläkare vid Roslagstulls sjukhus i Stockholm. 1979 började hon på virusavdelningen vid dåvarande Statens bakteriologiska laboratorium, där hon disputerade 1987 i klinisk virologi och blev laborator 1989. Linde har sedan 1993 varit chef för Världshälsoorganisationens svenska influensacentrum. Samma år började hon även som läkare vid Smittskyddsinstitutets dåvarande virologiska avdelning. 2002 blev hon chef för avdelningen. Linde blev chef för avdelningen för epidemiologi vid Smittskyddsinstitutet 2005. Samma år tillträdde hon som statsepidemiolog, en tjänst som hon pensionerades från 2013.
Hon har fokuserat sin forskning på hur man anpassar basforskningsresultat till den kliniska verkligheten. Ytterligare inriktning är både på hur kroppen reagerar på olika virus och på utvärdering av diagnostiska metoder. Till en början arbetade hon mestadels med herpesvirus, men har därefter i större utsträckning ägnat sig åt influensa och luftvägsvirus. Som forskare har Linde medverkat i drygt 200 vetenskapliga artiklar.
Linde har också varit adjungerad professor vid Karolinska Institutet. Hon var värd för Sommar i P1 på Sveriges Radio 2010.